# Strzyżew (województwo mazowieckie)
Strzyżew – wieś w Polsce położona w województwie mazowieckim, w powiecie warszawskim zachodnim, w gminie Kampinos. Ma status sołectwa.
| SIMC    | Nazwa            | Rodzaj    |
| ------- | ---------------- | --------- |
| 1058600 | Strzyżew-Kolonia | część wsi |
| 1058705 | Strzyżew-Parcela | część wsi |

Wieś szlachecka Strzeżewo położona była w drugiej połowie XVI wieku w powiecie sochaczewskim ziemi sochaczewskiej województwa rawskiego. W latach 1975–1998 miejscowość położona była w województwie warszawskim.